# 預り金
預り金（あずかりきん）とは、企業会計（複式簿記）における勘定科目のひとつ。

## 概要
営業上預った金銭、給料・賃金・報酬などから天引きした税金（源泉徴収所得税・特別徴収住民税など）や社会保険料（健康保険料・厚生年金保険料など）が含まれ、原則として1年以内に返却、国・地方公共団体・健康保険組合などに納付することから流動負債として処理される。預り金は、現金として保管されることもあるが通常は当座預金などに預金して保管されることが多い。

## 問題
預り金として処理された金銭は返却・納付するまでの期間が空くことが多いことから、企業の運転資金として流用してしまうこともあり、問題となることもある。